# Neonegeta xanthobasis
Neonegeta xanthobasis är en fjärilsart som beskrevs av George Francis Hampson 1905. Neonegeta xanthobasis ingår i släktet Neonegeta och familjen trågspinnare. Inga underarter finns listade i Catalogue of Life.